# Пекінська астрономічна обсерваторія
Пекінська астрономічна обсерваторія (кит.: 北京天文臺, піньїнь: Běijīng Tiānwéntái) — астрономічна науково-дослідна установа Китайської академії наук, яка в квітні 2001 року стала частиною Національних астрономічних обсерваторій. Знаходиться в Пекіні в районі Чаоянг на вулиці Датун. Через урбанізацію району Чаоян астрономічні спостереження в обсерваторії більше неможливі. Нині на цьому місці розташована головна адміністрація Національних астрономічних обсерваторій Китайської академії наук.

## Історія
З 580-х років, на початку правління династії Суй, у бібліотеці Імператорського палацу (祕書省, Bìshūshěng) існувала астрологічна служба (太史曹, Tàishǐcáo), яка окрім підготовки календаря та спостереження за водяним годинником (палацова варта змінювалася кожні дві години) також проводила астрономічні спостереження. Службу кілька разів перейменовували, залишаючись у підпорядкуванні бібліотеці палацу, і з 758 року вона називалася астрономічною службою (司天臺, Sītiāntái). У 1267 році на запрошення Хубілая до Пекіна приїхав перський астроном Джамал ад-Дін, який привіз із собою сучасні астрономічні прилади. Потім астрономічну службу вивели з підпорядкування бібліотеці палацу, і вона стала незалежним органом в імперському уряді як Управління астрономії (司天監, Sītiānjiān). Окрім щорічного видання офіційного календаря, завданнями Управління астрономії були проведення астрономічних спостережень і підготовка їх записів, а також навчання нових астрономів.
У 1279 році астрономи Ґо Шоуцзін і Ван Сюнь у 2 км на південний схід від Імператорського палацу, недалеко від міських стін періоду Юань, побудували оглядову вежу, складену з утрамбованої землі й облицьовану обпаленою цеглою. На платформі були розміщені перські спостережні прилади. У 1370 року, у 3-й рік правління династії Мін, Управління астрономії було перейменовано в Імператорський астрономічний офіс, а в 1442 році на місці оригінальної оглядової вежі, інтегрованої в нову міську стіну, було побудовано теперішню Стару пекінську обсерваторію. Були додані нові інструменти, але, в цілому, вежа залишалася в експлуатації до 1926 року. Після Сіньхайської революції 1911 року та падіння династії Цін у 1912 році обсерваторію було перейменовано на Центральну обсерваторію (中央觀像臺, Zhōngyāng Guānxiàngtái) і передано Міністерству освіти. У 1921 році до північно-східного кута вежі прибудували триповерховий будинок, який тепер служив обсерваторією. Але з 1929 року тут проводилися лише метеорологічні спостереження, і вежа стала музеєм. Фінансовані державою астрономічні тепер проводились в Обсерваторії на пурпуровій горі біля Нанкіна під егідою Інституту астрономії заснованої в 1928 році Академії Сініка (Шанхайська астрономічна обсерваторія в той час ще була під керівництвом єзуїтів).
Після заснування Китайської Народної Республіки Китайська академія наук почала будівництво сучасної обсерваторії в Пекіні в 1958 році: спочатку головного офісу на вулиці Датунь 20а на північній околиці міста, неподалік від Пекінського університету та Університету Цінхуа, а потім спостережних баз (观测基地, піньїнь Guāncè Jīdì) у Сінлуні, Хуайжоу, Міюні, Шахе та Вуціні.

## Обсерваторія Міюнь
Від заснування Пекінська астрономічна обсерваторія в основному займалася спостереженнями Сонця. У 1964 році її керівництво замислилось про створення радіообсерваторії, і в грудні того ж року місцем розташування була обрана тодішня народна комуна Булаотун у повіті Міюнь. Після розробки детальних планів, 8 жовтня 1966 року Академія наук схвалила заявку пекінських астрономів на створення радіоастрономічної спостережної станції. Станція була готова до експлуатації в 1967 році. 16 антен діаметром 9 м кожна з приймачами на 146 МГц, вишукувані в ряд в напрямку схід-захід на відстані 72 м одна від одної, утворювали інтерферометр зі змінною довжиною базової лінії від 72 м до 72·(16-1)=1080 м. Ця система (теперішня «Антенна група А») почала спостерігати радіоспалахи типу I, викликані сонячними спалахами та магнітними бурями, які, серед іншого, порушували роботу радіолокаційних систем.

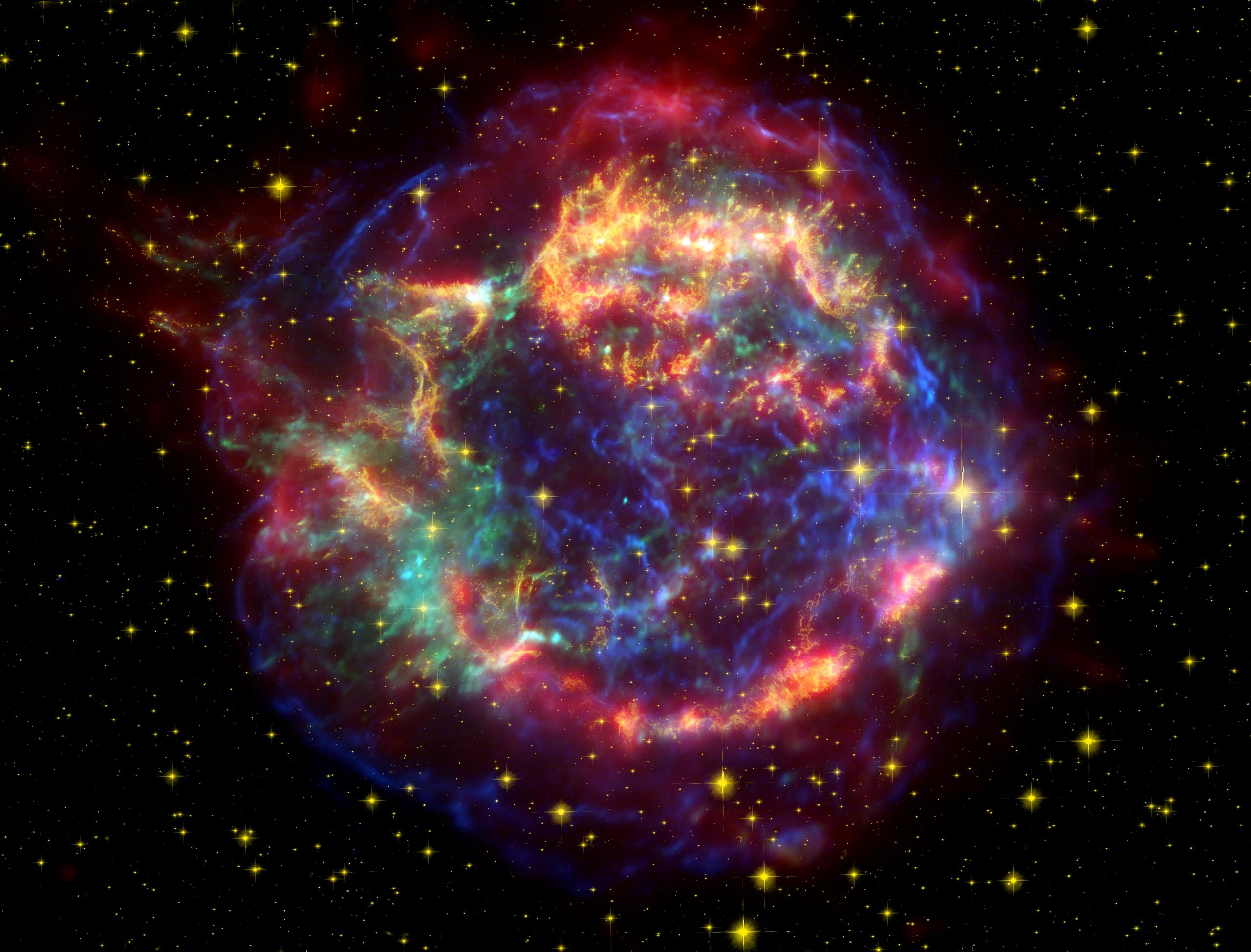
Кассіопея А

У 1974 році антенну групу А доповнили ще одним рядом із 16 антен, орієнтованих у напрямку північ-південь. Усі антени в системі тепер були оснащені приймачами на 450 МГц, а від початку 1980-х — приймачами на 232 МГц. Після подолання деяких труднощів вдалося з'єднати антени разом, утворивши радіоінтерферометр із синтетичною апертурою, який отримав назву Міюньський синтетичний радіотелескоп (Miyun Synthesis Radio Telescope, MSRT). 26 грудня 1983 року вдалося отримати двовимірне зображення радіоджерела Кассіопея А (залишок наднової). Приблизно в 1985 році система набула свого сучасного вигляду з початковими 16 антенами посередині та 6 антенами ліворуч і праворуч від них, кожна діаметром 9 м і на відстані 12 м одна від одної — так звана «антенна група В». Робоча частота системи залишилась 232 МГц, із смугою пропускання 1,5 МГц. Від травня 1998 року Міюньський синтетичний радіотелескоп знову використовують для щоденних спостережень Сонця. Його чутливість становить 0,003 одиниці сонячного потоку, а роздільна здатність — 3,8 кутових мінут.
В межах дослідницького проєкту з виявлення гравітаційних хвиль шляхом тривалого спостереження за групою мілісекундних пульсарів Ван Шоугуань (王绶琯) у 2000 році запропонував побудувати на тодішній спостережній станції Міюнь простий радіотелескоп L-діапазону діаметром 50 м. Після опрацювання деталей (алюмінієві пластини для внутрішніх 30 м, зварна металева сітка для кромки) у 2001 році будівництво антени доручили 54-му науково-дослідному інституту China Electronics Technology Group Corporation в підпорядковуванні Управління радіоелектронної боротьби Генерального штабу. Того ж 2001 року Пекінська обсерваторія увійшла до складу Національних астрономічних обсерваторій Китайської академії наук, — новоствореної установи, яка об'єднала 5 обсерваторій, 3 спостережні станції та Астрономічний центр вимірювальних приладів у Нанкіні.
У зв'язку з китайською програмою досліджень Місяця телескоп, завершений в кінці 2005 року, був оснащений не тільки приймачами L-діапазону для 2,3 ГГц, а також приймачами на 1,4 і 1,665 ГГц, але і охолоджуваним приймачем Х-діапазону на 8,3 ГГц і двома приймачами S-діапазону на 2,15 і 5 ГГц, що працюють при кімнатній температурі. Разом із 40-метровим радіотелескопом у Куньміні, Міюньський радіотелескоп був призначений частиною наземного сегменту місії Chang'e для отримання даних від наукових космічних апаратів. На додаток до ролі приймальної антени для космічних місій, 50-метрова антена також є частиною Китайської РНДБ-мережі. Як частину мережі, її поєднують з великими радіотелескопами біля Шанхаю, Урумчі та Куньміна, утворюючи антену розміром з весь Китай і тому з дуже високою розділовою здатністю. Також Міюньський телескоп разом з іншими радіотелескопами Академії наук використовують для точного визначення положення далеких космічних апаратів.
Після того, як у 2006 році Державна комісія з питань розвитку та реформ схвалила проєкт спостереження за космічної погодою, Міюнь став однією з 15 обсерваторій-учасниць. На той час обсерваторія вже мала значний досвід спостережень міжпланетного мерехтіння, викликаного сонячним вітром. Через цей проєкт пекінські астрономи отримати фінансування для створення обладнання для спостереження міжпланетного мерехтіння у Міюні. Оскільки там вже була 50-метрова параболічна антена з приймачами діапазонів X і S, потрібно були лише створити приймачі дециметрових хвиль для частот 232, 327 і 611 МГц, а також вдосконалити методи обробки даних. Після тривалого періоду тестування, усунення несправностей і оптимізації система спостереження міжпланетного мерехтіння 27 вересня 2011 року пройшла випробування з квазарами 3C 273 і 3C 279, використаними як перші радіоджерела. Такі спостереження проводять лише тоді, коли Місяць не перебуває в прямій видимості радіотелескопа, тобто приблизно 12 годин на добу, бо пріоритетним є використання телескопа для підтримки місячних космічних місій.
Крім 50-метрової антени, обсерваторія Міюнь також має антену, яка спочатку була розроблена в 2015 році як 35-метрова антена, але потім була змінена на 40-метрову. Ця антена початково була призначена для отримання даних про космічну місію Чан'е-5 під повернення зразків з Місяця.
У 2004—2006 роках на східній стороні майданчика побудували модель у масштабі 1:10 для радіотелескопа FAST, який тоді перебував ще на стадії планування. Ця робоча модель була використана для проведення реальних спостережень пульсарів і HI-областей для перевірки та вдосконалення технологій, використаних у FAST.

## Сонячна обсерваторія Хуайжоу
20 вересня 1978 року Академія наук схвалила план пекінських астрономів з будівництва сонячної обсерваторії на острові у великому водосховищі тогочасного повіту Хуайжоу. Цьому передував тривалий пошук місця, і знадобилося ще шість років, поки обсерваторію ввели в експлуатацію в листопаді 1984 року.
Паралельно з будівництвом сонячної обсерваторії, Ай Госян (Ai Guoxiang, 艾国祥, * 1938) разом із техніками з Центру астрономічних вимірювальних приладів Академії наук у Нанкіні побудували 35-сантиметровий телескоп для спостереження за магнітним полем Сонця. Телескоп складається з вакуумного рефрактора, кольорового фільтра подвійного променезаломлення для вибору довжин хвиль для спостереження та поляризатора для вимірювання магнітного поля у фотосфері Сонця. За допомогою ефекту Зеемана (розщеплення спектральних ліній магнітним полем) можна виміряти вертикальну складову магнітного поля з точністю до 10 Гаус, а горизонтальну — з точністю до 150 Гаус. Поле радіальної швидкості Сонця можна визначити з точністю до 30 м/с через доплерівський зсув спостережуваної спектральної лінії — зазвичай FeI 5324 Å (фотосфера), іноді Hβ 4861 Å (хромосфера).
З 1987 року Ай Госян і його колеги з Сонячної обсерваторії Біг-Беар в Каліфорнії працюють над глобальним проєктом безперервного спостереження за магнітним полем Сонця. Крім змін магнітного поля Сонця, основними напрямами досліджень є спостереження геліосферного струмового шару на межі північної та південної півкуль Сонця, спостереження корональних дір та екстраполяція тривимірної структури магнітного поля Сонця на основі цих спостережень.
У серпні 1991 року в сонячній обсерваторії був встановлений 10-сантиметровий рефрактор з фокусною відстанню 120 см, за допомогою якого можна сфотографувати відразу всю поверхню Сонця. Після кількох років експериментальної експлуатації та багатьох удосконалень компонентів цей телескоп був офіційно введений в експлуатацію в 1994 році. У той час як 35-сантиметровий телескоп був виготовлений в Китаї, тут використовували ПЗЗ-камеру MegaPlus компанії Kodak-Videk з роздільною здатністю 1342 × 1037 пікселів і систему обробки зображень високої роздільної здатності з США. Це дозволяє вимірювати вертикальну складову сонячного магнітного поля з точністю до 1 Гаус, а горизонтальну складову з точністю до 50 Гаус. Обробка даних відбувається не в Хуайжоу, а в штаб-квартирі на вулиці Датунь. Крім того, сонячна обсерваторія Хуайжоу все ще має 14-сантиметровий H-альфа-телескоп для спостереження за хромосферою, 8-сантиметровий телескоп для спостереження за всією сонячною поверхнею в лінії CaII 3933 Å, а також 60-сантиметровий триканальний телескоп.
Як і Сінлунська спостережна станція, Сонячна обсерваторія Хуайроу є кампусом Університету Китайської академії наук. Тут шість професорів керують аспірантами, які працюють над дисертаціями на тему сонячного магнітного поля та конструкції, автоматичного керування та обробки зображень оптичних сонячних телескопів.

## Спостережна база Шахе
Спостережна база Шахе (沙河观测基地) була офіційно введена в експлуатацію 1 червня 1960 року, спочатку як таймер для Китайської телерадіомовної корпорації, тодішнього Пекінського телебачення (з 1978 року CCTV) й еталон офіційного пекінського часу. Спочатку використовувався ламповий кварцовий годинник, потім у 1970-х роках транзисторний кварцовий годинник, у 1980-х роках рубідієвий атомний годинник, а в 1990-х роках малий цезієвий атомний годинник.
У 1980 році був встановлений двотрубний сонячний телескоп виробництва Центру астрономічних вимірювальних приладів Нанкінської академії наук з 18-сантиметровим рефрактором для спостереження фотосфери і 25-сантиметровим рефрактором для спостереження хромосфери. Також з Центру астрономічних вимірювальних приладів надійшов 20-сантиметровий бінокулярний телескоп із вбудованим теодолітом для відстеження орбіт супутників.
У 1986 році спостережна станція Шахе відкрилась для спостережень за проходженням перигелію кометою Галлея, і близько 10 000 студентів, політиків, громадян Пекіна та іноземних туристів приїхали спостерігати за кометою під керівництвом експертів. Багато відвідувачів також приходили на метеоритні дощі, наприклад, майже 3000 у 1998 році. Коли саму обсерваторію закрили у 2002 році, оригінальні інструменти, атомні годинники тощо залишилися на місці. Національні астрономічні обсерваторії Академії наук Китаю та школа Юйронг з міста Чанпінь (北京市育荣实验学校, різновид вальдорфської школи) спільно розробили концепцію «Навчальна база національних обсерваторій для популяризації астрономії» (国家天文台天文科普教育基地). За нею відвідувачі спостережної бази зможуть оглянути моделі стародавніх і сучасних китайських обсерваторій у виставковій залі та, під керівництвом експертів зможуть провести спостереження за Сонця й неба за допомогою оригінальних телескопів.

## Тяньцзіньський центр навігації та зв'язку
15 серпня 2012 року Національні астрономічні обсерваторії Академії наук Китаю розпочали планування та купівлю землі для так званого центру навігації та зв'язку на вулиці Куоліанг у селищі Далян на заході муніципалітету Тяньцзінь. З інвестиціями в 880 мільйонів юанів тут має бути створена система з 6 власними супутниками та 5 параболічними антенами для спостереження повільно рухомих об'єктів (таких, як космічні кораблі) в Азіатсько-Тихоокеанському регіоні, яка щохвилини надаватиме сигнали позиціонування за ціною 0,30 юаня за сигнал. Крім того, через цю систему можна буде здійснювати телефонні дзвінки за ціною 1 долар/хв. З початковим обладнанням система могла обслуговувати 100 000 клієнтів, що принесло б значний прибуток для Національних обсерваторій — тоді він був оцінений у 157 мільйонів юанів на рік лише від навігаційних послуг. Церемонія закладки відбулася 18 червня 2013 року. Уряд муніципалітету Далян щедро підтримав проєкт і дозволив Національним астрономічним обсерваторіям розпочати будівництво та згодом отримати необхідні дозволи.
Оскільки марсіанська місія Тяньвень-1 використовує загалом 13 наукових інструментів на орбітальному апараті та марсоході, які передають велику кількість даних на наземний сегмент місії в штаб-квартирі Національних астрономічних обсерваторій у Пекіні, було вирішено вирішили залучити нові антени на додачу до наявних у Міюні та Куньміні, побудувавши ще одну наземну станцію на майданчику в Даляні із великою параболічною антеною діаметром 70 м спеціально для отримання даних про космічний апарат на відстані 400 млн км. Крім того, посадкові модулі місячних зондів «Чан'е-3» і «Чан'е-4» продовжуватимуть надсилати дані на Землю ще багато років, тобто паралельно з місією на Марс, і ці дані також треба приймати антенами наземного сегмента. Дані, зашифровані за допомогою згорткового коду для попередньої корекції помилок, потім розпаковуються та далі обробляються в окремих офісах для Місяця та Марса.
Як і у випадку з 50-метровою антеною в Міюні, відбувся тендер, і в червні 2017 року на конференції в Сіані було обрано проєкт 39-го дослідницького інституту китайської корпорації Electronics Technology Group, яка вже побудувала 40-метровий радіотелескоп у Куньміні у 2005—2006 роках. За будівництво відповідала китайська дочірня компанія China Aerospace Science and Industry Corporation. Закладання фундаменту нової антени відбулося наприкінці жовтня 2018 року. Спочатку 105 сталевих труб діаметром 1 м кожна занурили на глибину 65 м і змонтували на них рейкове кільце. 25 квітня 2020 на рейки підняли антену. Дослідна експлуатація розпочалася у жовтні 2020 року, а остаточна приймання антени відбулася 3 лютого 2021 року.
Телескоп має висоту 72 м і масу 2700 т. Параболічна чаша важить 450 т і покрита 1328 пластинами. Антена має охолоджувані приймачі для діапазонів частот S, X і Ku. Також планується використовувати цю антену в місії Тяньвень-2 до навколоземного астероїда (469219) Камооалева та комети головного поясу 311P/PANSTARRS, що, однак, вимагає встановлення додаткових приймачів і систем обробки даних, спеціально розроблених для цієї місії.